# Цирк Труцці (Севастополь)
Цирк Труцці (1908–1921)  — будівля по вулиці Новосільського (наразі Ушакова), в якій 9 квітня 1917 року відбулися збори 5 тисяч українців, в основному моряків. Вони обговорили статут Чорноморської української громади в Севастополі. Головою громади був обраний Лащенко.

## Історія будівлі
На площі Ушакова (Фонтанна, Театральна, Новосільського) на початку 20 століття знаходилась  дерев'яна будівля цирку. Постійної циркової трупи в Севастополі не було, артисти приїжджали на гастролі, зазвичай це відбувалося влітку. Будівлю цирку в кінці XIX - початку ХХ ст. орендував Максиміліан Труцці, який в свою чергу здавав його в оренду різним антрепренерам. У жовтні 1890 року цирк відремонтували. У 1902 році будівля цирку Труцці на площі Новосільського (нині площа  Ушакова) була знесена. У 1908 році була знову відбудована. Власником нового теплого цирку був Жіжетто Труцці. 
У цирку Ж.Труцці виступали знамениті іспанські оригінальні соло клоуни брати Фернандез, знаменитий артист Рафаель Едіге, жокей Вільямс Жіжеттовіч Труцці. У бенефіс Вільямса Труцці дами пропускалися безкоштовно. На закінчення   виконувалась велика пантоміма з балетом.
У 1917-1919 роках будівля цирку часто використовувалося для зборів різних громадських організацій, так як вона могла вмістити найбільше людей. У 1921 році будівлю було розібрано як таку, що застаріла.

## Опис цирку
Будівля освітлювалося газожаровими ліхтарями, зал для глядачів складався з восьми рядів і вміщував понад вісімсот глядачів, галерея налічувала сімсот десять  місць. Для градоначальника була призначена окрема ложа. У цирку були кімнати для артистів, фоє, буфет, стайня. Перед будівлею був невеликий сквер.